# Gauangelbach
Der Gauangelbach, umgangssprachlich Angelbach, ist ein etwa 13 km langer rechter und nördlicher Zufluss des oberen Leimbachs vor Dielheim im Rhein-Neckar-Kreis im Nordwesten Baden-Württembergs.
Er ist zu unterscheiden vom wenig talabwärts in Wiesloch von der anderen Seite dem Leimbach zulaufenden Waldangelbach, der ebenfalls als Angelbach bezeichnet wird.

## Geographie

### Verlauf
Der Gauangelbach entspringt am Südostabhang des Königstuhlmassivs etwa 700 m westlich von Gaiberg am Rande der Rodungsinsel um Gaiberg und Leimen-Lingental im Gaiberger Waldgewann Ochsenpferch. Er tritt bald aus dem Wald, durchquert die Rodungsinsel nach Süden, schneidet dabei die sie durchziehende L 600 und folgt dann dem Rand des Gauangellocher Waldgebietes Teich, um sich dann durch diesen Wald hindurch nach Südosten in Richtung Gauangelloch zu kehren.
Am Waldrand auf der Gemarkung Untere Weidenklinge, verschwindet das Gewässer in einem Kanal und erscheint erst wieder am Ortsrand von Gauangelloch an der Bettendorffschen Wasserburg Gauangelloch. Nach ca. 1 km Fließstrecke in Richtung Süden erreicht er die Gemarkungsgrenze zu Schatthausen. Vorbei am Wasserschloss und Ortschaft Schatthausen, wendet sich der Bach nach Südwesten. Auf Höhe des Golfplatzes Hohenhardt nimmt er von links zunächst den Ochsenbach und danach den Maisbach auf.
Den folgenden Talort Baiertal erreicht der Gauangelbach inmitten eines Bogens nach Westen, unterhalb des Ortes läuft sein Tal in südwestlicher Richtung beim Dielheimer Unterhof dem des Leimbachs zu. Doch erst nach einem fast einen Kilometer langen Restlauf in dessen rechter Aue mündet der Gauangelbach knapp einen halben Kilometer vor der Siedlungsgrenze Dielheims von rechts und Osten in den Leimbach.
Der Gauangelbach ist 13,3 km lang, entwässert 26,9 km² und hat ein mittleres Sohlgefälle von 15 ‰.

### Einzugsgebiet
Das 26,9 km² große Einzugsgebiet des Gauangelbachs liegt, naturräumlich gesehen, mit seinen oberen, nördlichen und nordwestlichen Anteilen im Unterraum Westlicher Kleiner Odenwald des Odenwaldes, mit dem größeren restlichen im Unterraum Angelbachgäu des Kraichgaus.
Der mit etwa 463 m ü. NHN höchste Punkt liegt an seiner Nordspitze wenig südlich des Straßensterns Drei Eichen im Höhenwald südlich des Königstuhl-Gipfels. Jenseits der von diesem Punkt aus zunächst lange südsüdostwärts ziehenden linken Wasserscheide fließen die Bäche vom Weihwiesenbach bis hinauf zum Rohrbächel bei Meckesheim alle von links zur unteren Elsenz. Danach konkurriert linksseits des Gauangelbachs im Südosten der nur wenig aufwärts vor diesem mündende Krebsbach zum Leimbach.
Die von der Mündung aufwärts an der Westseite des Einzugsgebietes entspringenden Bäche entwässern lange in meist kurzem Lauf zum Leimbach oder zu dessen Zufluss Landgraben, ganz zuletzt im Norden auch in die Heidelberger Kanalisation, die ihr Wasser dem Neckar zuführt.

### Zuflüsse
Hierarchische Liste der Zuflüsse und  Seen von der Quelle zur Mündung. Gewässerlänge, Seefläche, Einzugsgebiet und Höhe nach den entsprechenden Layern auf der Onlinekarte der LUBW. Andere Quellen für die Angaben sind vermerkt.
Quelle des Gauangelbachs auf etwa 336 m ü. NHN am Waldrand des Ochsenpferchs, ca. 0,5 km westsüdwestlich der Westspitze des Siedlungsbereichs von Gaiberg.
- Teichgraben, von links auf etwa 230 m ü. NHN am Nordrand von Gauangelloch, 0,7 km und ca. 0,5 km².[LUBW 6] Entsteht im Waldgewann Teich und läuft dort neben der Straße von Gaiberg nach Gauangelloch.
- Gießgraben, von rechts auf etwa 190 m ü. NHN unterhalb Gauangellochs beim Eulenberghof, 0,8 km und ca. 0,3 km².[LUBW 6]
- Riegelsbach, von rechts auf unter 185 m ü. NHN an der Gemeindegrenze unterhalb des Birkenhofs, 0,9 km und ca. 0,3 km².[LUBW 6]
- Diebslochgraben, von links auf etwa 180 m ü. NHN in den (linken) Gauangelbach-Zweig, 1,0 km und ca. 0,9 km².[LUBW 6]
- Krumbach, von links auf über 175 m ü. NHN in den (linken) Gauangelbach-Zweig beim Wasserschloss Schatthausen, 1,8 km und ca. 1,1 km².[LUBW 6] Entsteht auf etwa 260 m ü. NHN beim Mauerer Kramerhof und durchläuft zuletzt einen Teil des Wassergrabens um das Wasserschloss Schatthausen.
- Gänsbach, von links bei der evangelischen Kirche in Schatthausen, 1,3 km und 1,7 km². Entsteht auf etwa 200 m ü. NHN südwestlich der Zollstocksiedlung und läuft in Schatthausen teilweise verdolt.
  - Scheerbach, von rechts verdolt in der Oberdorfstraße, 1.0 km und ca. 0,7 km².[LUBW 6] Entsteht auf etwa 195 m ü. NHN am Westrand des Eichenwalds.
- Ochsenbach, von rechts auf rund 170 m ü. NHN beim Sportplatz von Schatthausen, 4,0 km und 3,6 km². Entsteht auf unter 300 m ü. NHN im Wald Gründel nördlich von Leimen-Ochsenbach in einer Schlucht.
  - (Unbeständiger Zulauf), von rechts noch vor Leimen-Ochsenbach, ca. 0,9 km[LUBW 7] und ca. 0,9 km².[LUBW 6] Entwässert zuzeiten ein aufgefiedertes System von Schluchten zwischen den Waldgewannen Dornschlag im Westen und Gründel im Norden.
  -  Speist zwei Teiche auf etwa 206,5 m ü. NHN unterhalb von Ochsenbach, zusammen ca. 0,2 ha.
- Maisbach, von rechts auf 161,2 m ü. NHN kurz vor Wiesloch-Baiertal, 2,8 km und 4,9 km². Quelle auf etwa 205 m ü. NHN am Waldrand nordwestlich von Nußloch-Maisbach. Dort treffen zwei Waldtäler von oberhalb zusammen, wovon die nördliche Leimener Klinge eine steile Schlucht ist.
  - Daisbach,  von links auf etwa 185 m ü. NHN, 1,2 km und ca. 1,3 km².[LUBW 6] Entsteht auf etwa 215 m ü. NHN an der Straße von Maisbach nach Ochsenbach. Oberhalb liegt auch hier eine lange Klinge im Wald.
  - (Zufluss aus dem Flurgewann Bohleneck), von rechts auf etwa 175 m ü. NHN, 1,3 km und ca. 0,4 km².[LUBW 6] Entsteht auf etwa 245 m ü. NHN im Gewann Bohleneck nahe dem Waldrand und der Straße von Nußloch nach Maisbach. Der Unterlauf durchquert den östlichen Nußlocher Steinbruch.
- Klingengraben, von links beim Knick der Mühlstraße in Wiesloch-Baiertal, 1,4 km und 1,2 km². Entsteht auf knapp 200 m ü. NHN zwischen den Gehöften des Klingenbruchhofs.
  - Kirchäckergraben, von rechts auf etwa 180 m ü. NHN, 0,3 km und ca. 0,3 km².[LUBW 6]
- Hertlersgrundgraben, von rechts auf etwas unter 150 m ü. NHN nach dem Dorfende von Baiertal, 0,6 km und ca. 0,5 km².[LUBW 6]
- Schneeberggraben, von links fast gegenüber dem vorigen, 1,1 km und ca. 0,6 km².[LUBW 6] Entsteht auf etwa 190 m ü. NHN am Rand des Waldes Salengrund.

Mündung des Gauangelbachs von rechts und zuletzt Osten auf etwa 141 m ü. NHN und ca. 0,4 km östlich des Ortsrandes von Dielheim in den Leimbach. Diesem ist der Bach zuvor fast einen Kilometer lang in dessen rechter Aue parallel geflossen. Der Gauangelbach ist 12,3 km lang und hat ein 26,9 km² großes Einzugsgebiet.

## Hochwasserrückhaltebecken
Im Einzugsgebiet des Gauangelbachs wurden oder werden insgesamt sechs Hochwasserrückhaltebecken errichtet.
| Name | Lage | Lage | Lage             | Gestautes Gewässer und Abfluss | Stauraum in m3 | Stauraum in m3 | EZG      | Staufläche | Staufläche | Dammhöhe in m | Baujahr |
| |      |      | Ort              |                                | Maximal        | Dauer          |          | Max        | Dauer      |               |         |
| --- | ---- | ---- | ---------------- | ------------------------------ | -------------- | -------------- | -------- | ---------- | ---------- | ------------- | ------- |
| (HRB vor Gauangelloch) | ⊙    | vor  | Gauangelloch LEI | Gauangelbach                   | 003.100        | –              | 03,0 km2 | ?          | –          | 4,0           | 2011    |
| (HRB vor Schatthausen) | ⊙    | vor  | Schatthausen WIE | Gauangelbach                   | 065.300        | –              | 07.1 km2 | ?          | –          | 5,5           | 2017    |
| (HRB am Ochsenbach) | ⊙    | vor  | Schatthausen WIE | Ochsenbach → Gauangelbach      | 037.000        | –              | 03,3 km2 | ?          | –          | 4,4           | 2020    |
| (HRB nach Schatthausen) | ⊙    | nach | Schatthausen WIE | Gauangelbach                   | 015.500        | –              | 10,8 km2 | ?          | –          | 4,4           | 2008    |
| (HRB am Maisbach) | ⊙    | nach | Maisbachhof WIE  | Maisbach → Gauangelbach        | 038.000        | –              | 04,9 km2 | ?          | –          | 5,9           | 2012    |
| (HRB bei Erlenbachhof) | ⊙    | bei  | Erlenbachhof DIE | Gauangelbach                   | 130.000        | –              | 26,3 km2 | ?          | –          | 4,2           | 2007    |
| Angaben zu Stauraum, Dammhöhe und Baujahr und zur gewöhnlichen Fläche der dauereingestauten Becken jeweils nach der amtlichen Gewässerkarte. Rückhaltebecken mit Eintrag „–“ in der Spalte für den Dauerstauraum sind gewöhnlich wasserlos. Die Einzugsgebiete wurden auf ihr abgemessen, unter weitestmöglicher Übernahme der Flächenwerte für die hierfür nicht zu zerschneidenden Teileinzugsgebiete. LEI – Stadt Leimen; WIE – Stadt Wiesloch; DIE – Gemeinde Dielheim. |      |      |                  |                                |                |                |          |            |            |               |         |

## Geologie
Das Einzugsgebiet des Gauangelbachs ist größtenteils mit Lösssediment aus quartärer Ablagerung bedeckt. Im südlichen Königstuhlwald über dem und am Ursprung des Baches steht dagegen direkt und flächenhaft der Obere Buntsandstein Röt-Formation an. Weiter südwärts gibt es vor allem an den Flanken der drei großen Bachtäler (Gauangelbach, Ochsenbach, Maisbach) kleine unbedeckte Flächen, die die sonst unter dem Lössgestein liegenden mesozoischen Schichten aufschließen. Zunächst und bis Gauangelloch ist dies am Gauangelbach selbst der Obere Buntsandstein, danach an allen drei Bächen zuweilen der Untere Muschelkalk. Der Hügel Sauberg am Nordrand von Baiertal besteht schon aus Oberem Muschelkalk. Nahe der Mündung in den Leimbach steht an dessen Talflanke dann sogar Keuper an, der noch höher in der Ablagerungsfolge der mesozoischen Schichten liegt. Diese fallen also in Richtung Süden stärker ab als die Bachsohle.

## Fauna
Im Bereich von Schatthausen wurde im Gauangelbach 2007 ein Flusskrebs gefunden, offenbar ein Kamberkrebs (Orconectes limosus).

### LUBW
Amtliche Online-Gewässerkarte mit passendem Ausschnitt und den hier benutzten Layern: Lauf und Einzugsgebiet des Gauangelbachs

Allgemeiner Einstieg ohne Voreinstellungen und Layer: Daten- und Kartendienst der Landesanstalt für Umwelt Baden-Württemberg (LUBW) (Hinweise)
1. 1 2 3 4  Höhe nach dem Höhenlinienbild auf dem Hintergrundlayer Topographische Karte.
2. 1 2  Länge nach dem Layer Gewässernetz (AWGN).
3. 1 2  Einzugsgebiet aufsummiert aus den Teileinzugsgebieten nach dem Layer Basiseinzugsgebiet (AWGN).
4. 1 2  Seefläche nach dem Layer Stehende Gewässer.
5. 1 2  Einzugsgebiet nach dem Layer Basiseinzugsgebiet (AWGN).
6. 1 2 3 4 5 6 7 8 9 10 11 12 13  Einzugsgebiet abgemessen auf dem Hintergrundlayer Topographische Karte.
7. ↑  Länge abgemessen auf dem Hintergrundlayer Topographische Karte.
8. ↑  Stauanlagen nach dem einschlägigen Layer.

### Andere Belege und Anmerkungen
1. 1 2  Josef Schmithüsen: Geographische Landesaufnahme: Die naturräumlichen Einheiten auf Blatt 161 Karlsruhe. Bundesanstalt für Landeskunde, Bad Godesberg 1952. → Online-Karte (PDF; 5,1 MB)
2. ↑  Nach persönlicher Beobachtung gibt es in der sich über einen Kilometer von dort weiter erst nach Nordwesten, dann nach Norden bis zum Schnepfenschlag hochziehenden Talung oberhalb zuweilen auch Wasserfluss.
3. ↑  Geologie nach den Layern zu Geologische Karte 1:50.000 auf: Mapserver des Landesamtes für Geologie, Rohstoffe und Bergbau (LGRB) (Hinweise)
4. ↑  nabu-wiesloch.de: Wiesloch aktuell. (PDF) 2007, archiviert vom Original (nicht mehr online verfügbar) am 27. September 2007; abgerufen am 4. November 2013.